# 墨
墨是中国傳統书写和绘画用到的墨條。墨的主要原料是煤煙、松烟、明胶等，是碳元素以非晶質型態的存在。透过砚用水研磨可以产生用於毛笔书写的墨汁，在水中以膠體的溶液存在。
墨的水分及膠的成分不同，會影響到墨的黏度。在不同場合使用的墨，其黏度有所不同。另外，初製成的墨的水分亦較多。另有存放時間較長的墨，其緻密度較高，並經過長年累月的乾燥，使墨色的立體感更高。這種墨被稱為「古墨」。
眾墨之中，以徽墨最為著名。

## 歷史

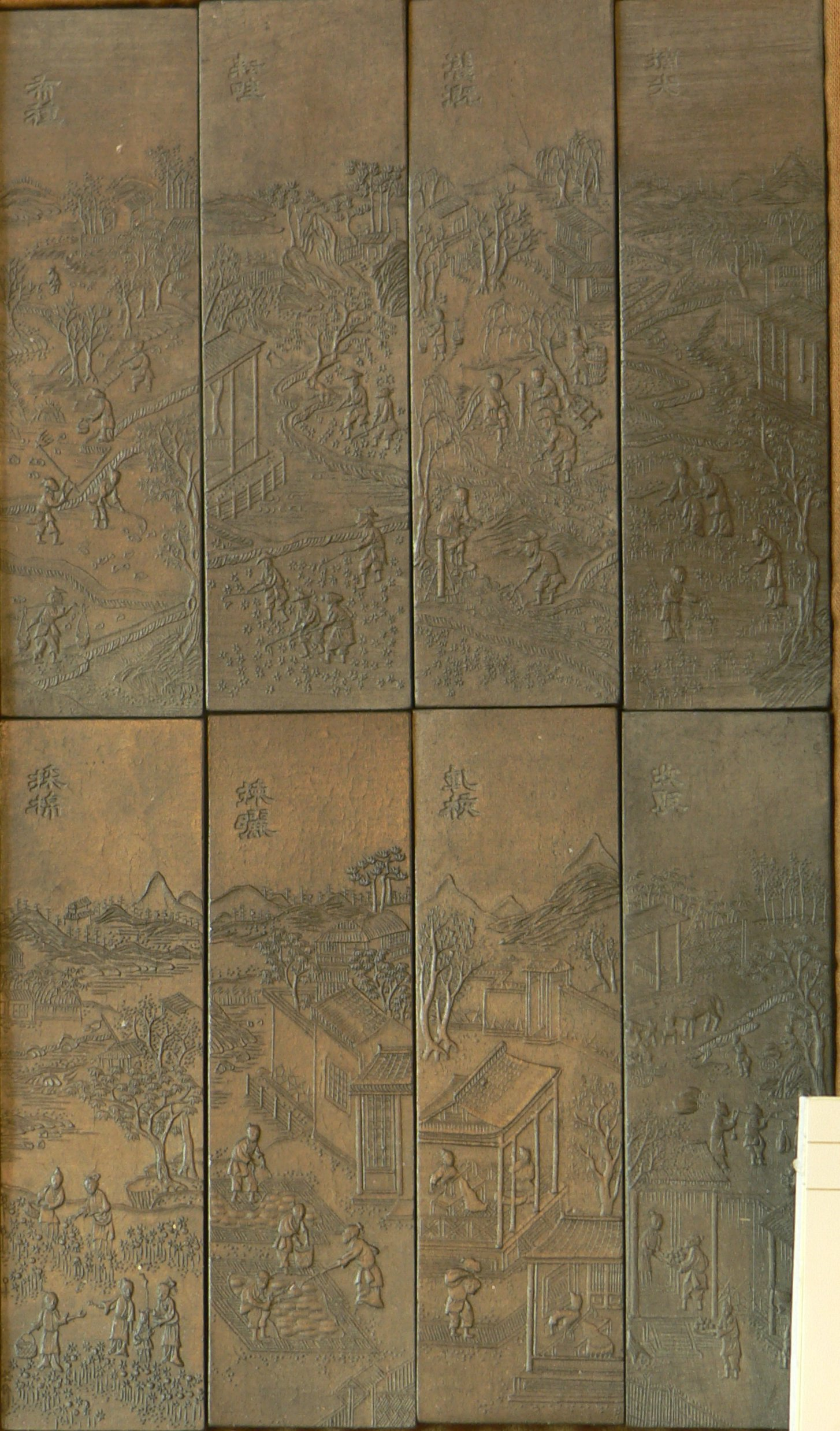
徽墨--棉花圖

在中國考古發掘出來，可以上溯到西元前14世紀的骨器和石器上，已經有發現墨跡。
在發掘出來的殷商時期龜甲卜骨上，除了刻有文字之外，亦有用跟朱墨書寫的文字；在湖北雲夢縣亦有發掘出戰國時代的墨塊。
《莊子》中有“宋元君將畫圖，眾史皆至，受輯而立，舔筆和墨”一句，說明在春秋戰國時代，已經開始用毛筆和墨水了。
秦朝以前製墨主要使用天然墨，以後人造墨與天然墨並用。
漢朝時有一種叫作「黥面」的懲罰，就是用一種由墨丸磨出來的墨來紋在犯人的臉上。
東漢時期扶鳳（鳳翔）、延州（延安）等地均產墨，以榆麋（千陽）墨最佳，所以「榆麋」又成了墨的別稱。
三國時代魏國韋誕因制墨著名，被尊為製墨祖师。
明朝末代潞王朱常淓《述古书法纂》云：“邢夷始制墨，字从黑土，煤烟所成，土之类也。”羅頎在《物原》一書中稱：“邢夷作墨，史籀始墨書于帛。”除了文字之外，墨亦有用於紋身。

## 制造
北魏贾思勰著《齐民要术》卷第九第九十一篇最早纪述制墨的方法：“用上好烟捣细，过筛；一斤烟末和上五两好胶，浸在梣树皮汁中，再加五个鸡蛋白，又将一两朱沙，二两犀香捣细和入，放入铁臼，捣三万下。每锭墨不超过二三两，宁可小，不可大”。
北宋沈括《梦溪笔谈》记载他首创的石油烟墨。
明代宋应星著的《天工开物》卷十六《丹青》篇的《墨》章，对用油烟、松烟制墨的方法有详细的叙述。墨烟的原料包括桐油、菜油、豆油、猪油、和松木；其中以松木占十分之九，其余占十分之一。

### 烧油取烟法
- 北宋沈括发明用石油烟制墨：《梦溪笔谈》卷二十四记载：“延州境内出产石油，色如黑漆，燃烧后产生浓烟，帐篷沾上变黑；我扫取一些石油烟制墨，墨色又黑又亮，胜于松烟墨；于是大做起来，墨上刻以“延州石液”字样。这种墨将来必定大行于世，因为石油产于地下，源源不尽，不像松树，终有一天被采伐殆尽；如今齐鲁一带的松林，已被采伐殆尽，而太行山，北京西一带的松林只剩下幼树了”[2]
- 宋赵彦卫《云麓漫钞》引苏东坡诗《欧阳季默以油烟墨二丸见饷各长寸许戏作小诗》

“书窗拾轻煤，拂帐扫餘馥。辛勤破千夜，收此一寸玉”，解说是扫灯烟制墨。
- （宋）赵彦卫《云麓漫钞》有一段文字记载烧桐油制墨法：“迩来墨工以水槽盛水，中列盆碗，燃以桐油，上覆以一碗，专人扫媒，和以牛胶，揉成之，其法甚快便，谓之油烟。或讶其太坚，少以松节油或漆油同取媒，尤佳。”[4]。
- 明《天工开物》记载的烧油取烟法：将桐油、清油或猪油放入油灯中点燃，油灯上方有铁盖收集油烟。每一位熟练的工人可以掌管200盏油灯，动作要敏捷，否则油烟过老。然后用鹅毛刷轻轻将铁盖表明层的油烟刷入纸片上，这是上等油烟，造出的墨精美有光泽。铁盖里层油烟，必须用力刮下的是次等油烟。每斤油可刮取约一两上等油烟[5]。

### 烧松木取烟法

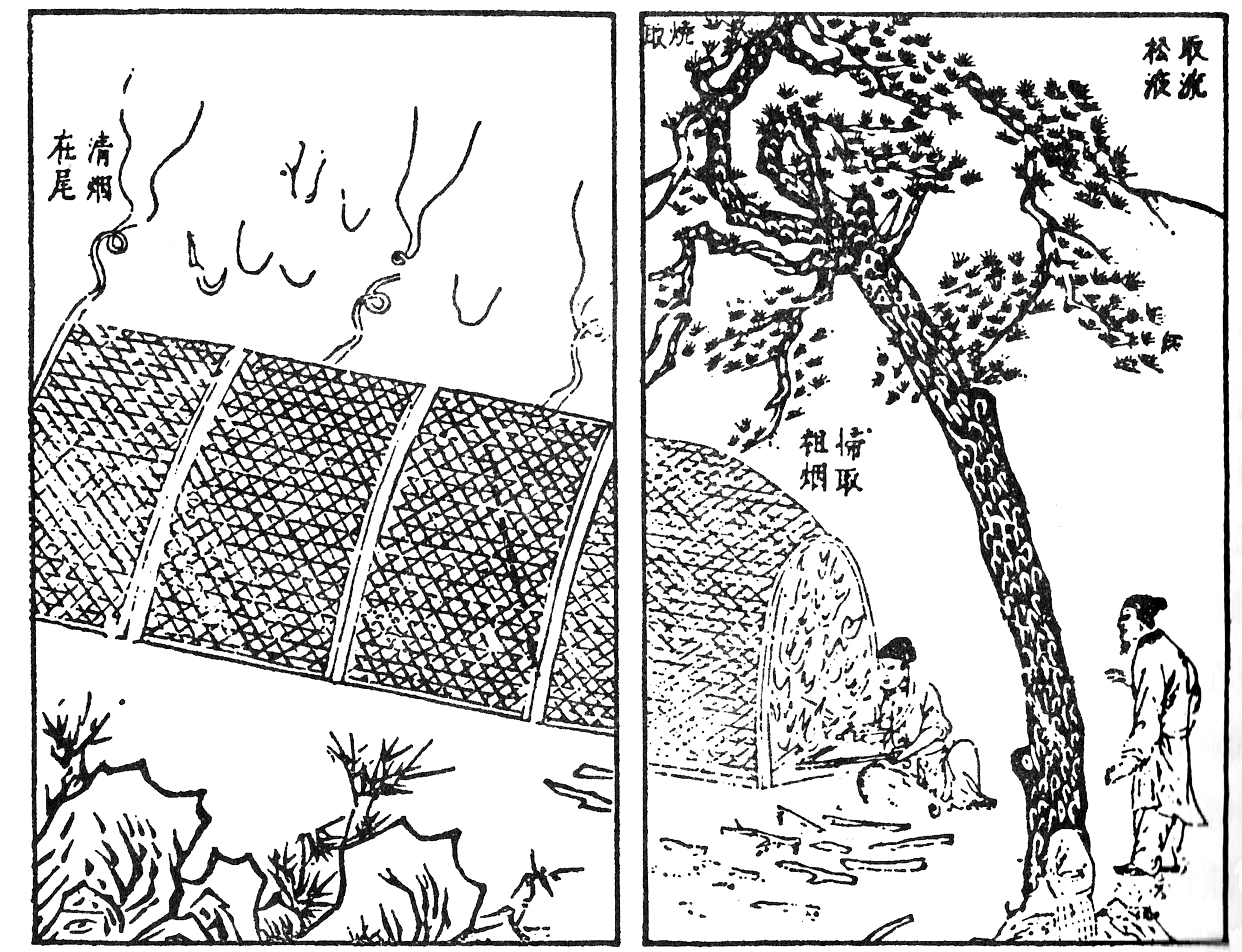
宋应星《天工开物》 烧松木取烟法

在地上搭长十几丈（1丈=3.3米）长的竹棚，用纸和草席密封，竹棚和地面联接处，用泥土密封。竹棚上每隔一段开一个烟孔，竹棚内用砖铺通烟道。
斩取松木必须将松树干底部钻洞，点火烤树干，让松香流净。即便残留一点松香，烧出的松烟也质量不好。将松木斩块堆入竹棚，从竹棚前端点火，连烧几天，松烟从竹棚前端向竹棚后端弥漫，待冷却后便可以入竹棚刮取松烟。从竹棚后段刮取的松烟叫清烟，质量最好，供优质墨料，中段刮取的是二等松烟，叫“混烟”，用做普通墨；前段刮取的松烟叫“烟子”，供印刷用。

### 墨烟处理
明代文献中通用的有两个方法：
- 筛选法：用细绢筛将油烟或松烟筛选出细净均匀的墨烟。
- 沉淀法：油烟或松烟放入水池中，久浸沉淀，上层细而匀是精料。

### 配料
制墨的配料各家不同，常常秘而不宣。通常包括鸡蛋白、鱼皮胶、牛皮胶和各种香料、药材
如丁香、紫草、秦皮、苏木、白檀、苏合香、珍珠等。各种配料有一千种以上。

### 捣练
将烟料和配料和成烟料团，放入铁臼中捣练三万次，或用铁锤锤击烟料团一万次成为墨团。

### 墨锭
将墨团分成小块放入铜模或木头模中，压成墨锭。墨锭形状有：长方形、圆形、椭圆形、半月形、圆柱形、鸟兽型等；图案有弥勒佛、十二生肖、松、凤、鹤、鱼、鸟、花等。其中还有砚墨 ，其中以金鱼砚墨最为名贵。

## 傳播
墨在公元2世紀時傳入日本，並在奈良時期亦把製墨的方法傳入。在西方，製墨方法傳到印度以後，演變成為繪畫用的印度墨，是西方畫師最愛的黑色顏料。

## 制墨名家
- 三国魏韦诞：“仲将之墨，一点如漆”
- 南北朝张永
- 南唐安徽徽州李廷珪

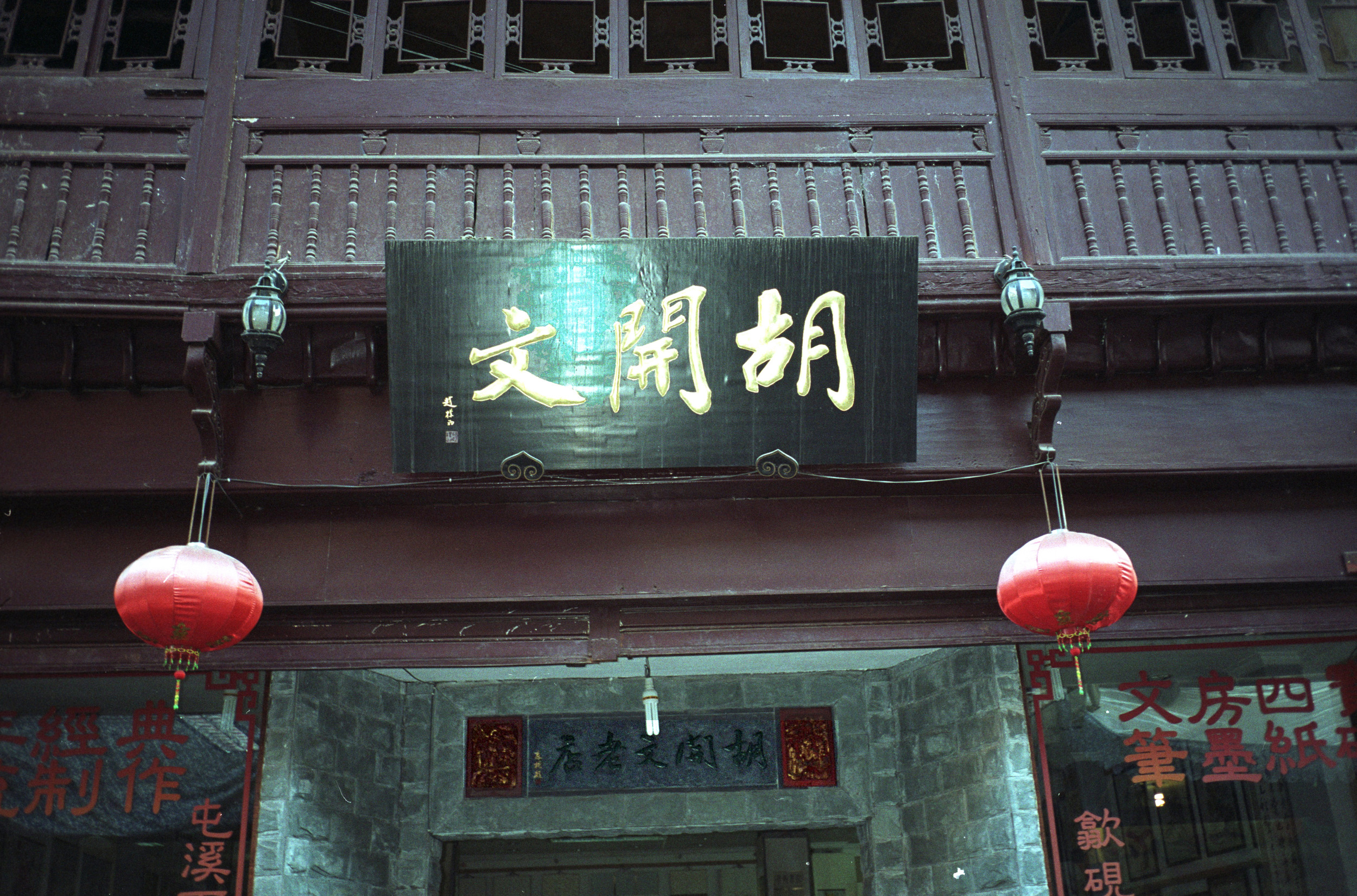
安徽屯溪老街胡开文

- 宋张遇、潘谷、沈珪、梅鼎、张滋、潘衡、叶茂
- 元张万初
- 明程君房、叶玄卿
- 清曹素功（1667年）、胡开文（1782年）、一得阁（1865年）。曹素功墨造型美观，曾制一套“经常应世墨”36锭，每锭刻印黄山一峰，表现安徽黄山36峰全景。
- 臺灣陳嘉德[6]

## 墨汁

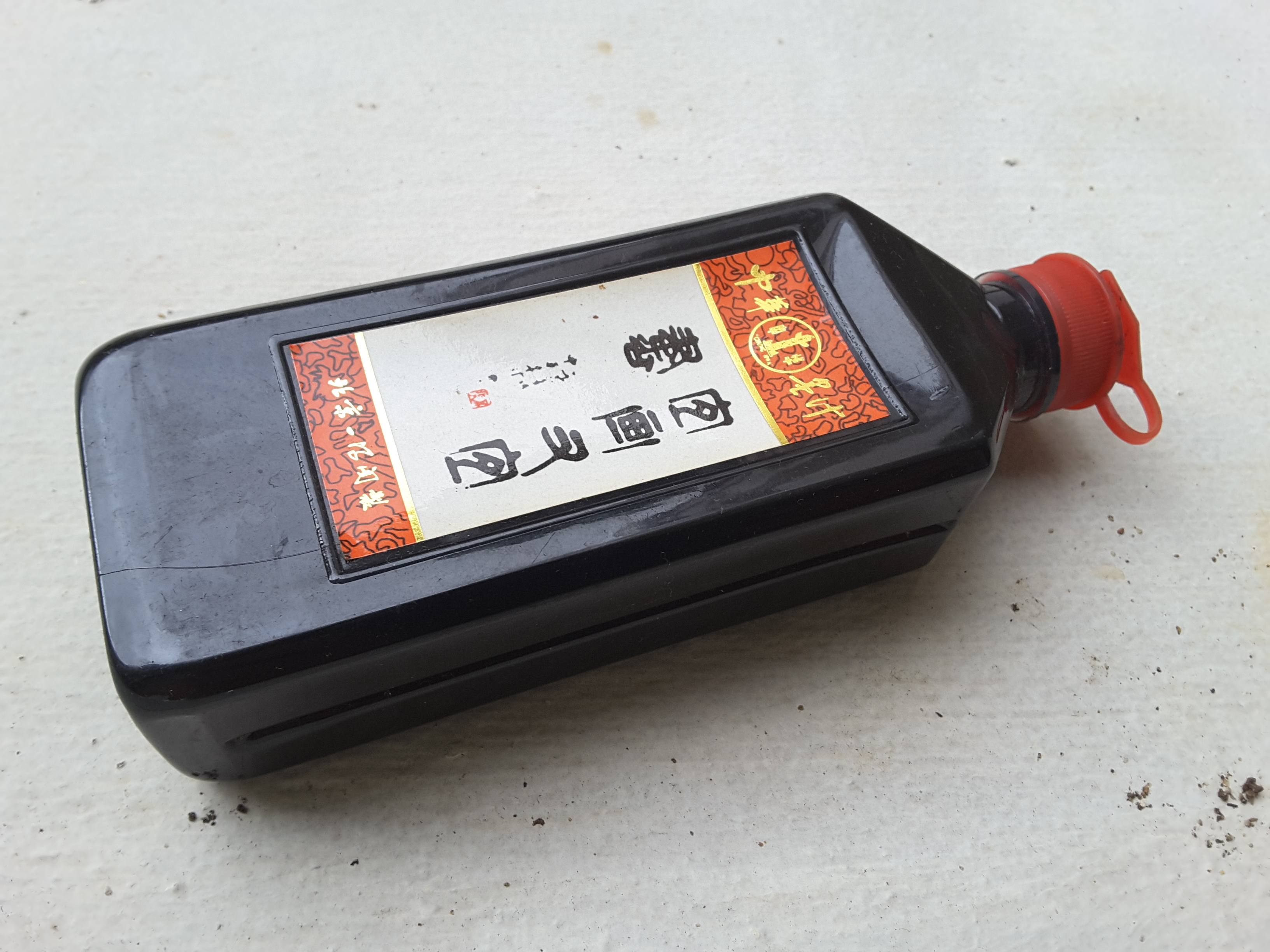
中华墨汁

墨汁是墨的液體，用作寫毛筆字之用，不需要使用墨硯磨墨便可書寫。中国第一种墨汁由湘乡人谢崧岱以研墨太费时间、耽误答卷为契机，于1882年研制，日本第一种墨汁则由日本一名小学教师田口精爾以学生冬季研墨困难为契机于1890年代发明，1898年以“开明墨汁”之名商品化。

## 研究書目
- 錢存訓：《中國古代書籍紙墨及印刷術》（北京：北京圖書館出版社，2002）。
- 《中国纸和印刷文化史》美 钱存训著 广西师范大学出版社, 2004 ISBN 7-5633-4472-1
- 《长物志》明文震亨著 山东画报出版社 ISBN 7-8603-779-9

## 延伸阅读
[在维基数据编辑]
 《欽定古今圖書集成·理學彙編·字學典·墨部》，出自陈梦雷《古今圖書集成》